# Magic (canción de The Cars)
«Magic»—trad. español: "Magia"— es una canción de la banda estadounidense de new wave The Cars, lanzada como sencillo el 7 de mayo de 1984 como parte del quinto álbum Heartbeat City. La posición que ocupó en el Billboard Hot 100 fue 21 y en el Billboard Top Tracks logró el 1.er puesto. Escrita por Ric Ocasek y producida por Robert John "Mutt" Lange en compañía del grupo, Ocasek es el cantante principal.

## Videoclip
El video musical para Magic está ajustado a una fiesta en la piscina a la que asistieron una serie de personajes extraños y cómicamente locos. Cuenta con Ocasek caminando sobre el agua de la piscina junto con los distintos personajes que se reúnen para admirarlo a él. Hacia el final del video, cuando Ocasek esta caminando arriba de la superficie de la piscina, algunos de los invitados (tal vez en su propia ilusión) creen que también pueden caminar sobre el agua, pero solo terminan sumergiéndose en la piscina. Ocasek permanece de pie y seco, porque, como sugiere el título de la canción, "es mágico".
The Cars grabaron el tema en la casa de la familia Hilton en Beverly Hills. Una plataforma de plexiglás se sentó debajo de la superficie del agua. En la primera toma, la plataforma se derrumbó. La plataforma tenía que ser exactamente para el peso de Ric.

## Personal
- Ric Ocasek: voz principal y coros, guitarra rítmica
- Benjamin Orr:  bajo y coros.
- Elliot Easton: guitarra principal
- Greg Hawkes: sintetizadores y coros
- David Robinson: caja de ritmos.

## Listas de popularidad
| Lista (1984)                   | Máxima posición |
| ------------------------------ | --------------- |
| New Zealand Singles Chart      | 50              |
| Canadian RPM 100               | 6               |
| U.S. Billboard Hot 100         | 12              |
| U.S. Billboard Top Rock Tracks | 1               |

## Versiones
- La banda de pop rock The Honor Society grabó una versión para la banda sonora de 2009 Wizards of Waverly Place.